# 33 Korpus Armijny (Imperium Rosyjskie)
33 Korpus Armijny (ros. 33-й армейский корпус) – jeden ze związków operacyjno–taktycznych  Imperium Rosyjskiego w czasie I wojny światowej. Sformowany w czasie I wojny światowej. Rozformowany w 1918. 

## Podporządkowanie
- 9 Armii (20.04.1915 – 1.08.1916)
- 7 Armii (1.09.1916 –  16.06.1917)
- 8 Armii (23.07 –  grudzień 1917)

## Dowódcy Korpusu
- gen. porucznik S. F. Dobrotin  (kwiecień – wrzesień 1915)
- gen. piechoty  K. A. Kryłow (wrzesień 1915 – czerwiec 1917)
- gen. porucznik M. K. Samojłow  (od czerwca 1917)